# جونغ مو سونغ
جونغ مو سونغ (بالبرتغالية: Jung Mo Sung‏) هو عالم عقيدة برازيلي، ولد في 1957 في سول في كوريا الجنوبية.